# (392741) 2012 SQ31
(392741) 2012 SQ31, também escrito como (392741) 2012 SQ31, é um asteroide do cinturão principal, com uma magnitude absoluta de 17,8 e, com um diâmetro em torno de 1 km.

## História
Ele foi descoberto em 11 de agosto de 2004 pelo Observatório de Cerro Tololo, e depois o mesmo foi perdido devido à falta de observações de acompanhamento. Com um arco de observação de apenas 1 dia (composto por apenas 2 imagens), acreditava-se que o mesmo pudesse ser um objeto transnetuniano com um semieixo maior (a) de 46 UA No site de Mike Brown ele foi listado como um provável planeta anão com um diâmetro estimado em torno de 555 km. O asteroide perdido foi redescoberto em 2012 SQ31 e determinado a ser um pequeno asteroide de 1 km localizado no cinturão de asteroides.

## Órbita
A órbita de (392741) 2012 SQ31 tem uma excentricidade de 0,1422 e possui um semieixo maior de 2,2597 UA. O seu periélio leva o mesmo a uma distância de 1,9384 UA em relação ao Sol e seu afélio a 2,5810 UA.